# كريس ماكلولين
كريس ماكلولين (بالإنجليزية: Chris McLaughlin)‏ هو صحفي بريطاني، ولد في القرن العشرين.